# Sinan Ozen
Sinan Ozen (Rize, 1 de marzo de 1964) es un cantante, compositor, actor y presentador de televisión turco muy popular en su país, que ha publicado cerca de una veintena de álbumes de estudio desde 1989.

## Vida y carrera
Sinan Ozen nació en Chayeli, Rize, Turquía. Su familia se trasladó a İzmit, donde Sinan pasó varios años de su infancia. Más adelante se mudó con su familia a Estambul donde recibió su educación primaria y secundaria. De vuelta en Rize ingresó a la universidad. Sinan Ozen tenía una gran pasión por la música desde su juventud y su primer intento de ingresar a este mundo fue en 1981 cuando se presentó en un concurso de canciones anunciado en un periódico local. Participó y ganó el concurso, sin embargo, todavía no gozaba de reconocimiento comercial en su país.
Más tarde conoció a Suheyla Altmisdort, un tutor en una academia musical que le dio clases de música instrumental y de solfeo. También recibió instrucción musical de parte de Irfan Ozbakir, un popular compositor turco. Alentado por sus tutores, se postuló en el Conservatorio Estatal de la Universidad de Estambul y fue aceptado en el Departamento de Música Clásica Turca en 1982, donde se graduó en 1988.
Su carrera como músico profesional dio inicio con el lanzamiento de su álbum de estudio debut, Ruyalarim olmasa (Si no tuviera sueños) en 1989. Entre 1989 y 2016, Sinan Ozen ha producido 17 álbumes, incluyendo un disco de música clásica turca y dos sencillos.

## Discografía

### Álbumes
- 2014 Babamin Sarkilari ve Ince Saz
- 2011 Usta
- 2010 Sinan Ozen
- 2007 Odun Vermem
- 2006 Askin S Hali
- 2004 Islak islak
- 2002 Serseri Gonlum
- 2000 Gitsem Uzaklara
- 1998 Tek Basina
- 1997 Evlere Senlik
- 1996 Sigaramin Dumani Sen
- 1994 Kapina Gul Biraktim
- 1993 Olurum Yoluna
- 1992 Opsene Beni
- 1991 Asik Olmak Istiyorum
- 1990 Kar Tanesi
- 1989 Ruyalarim Olmasa[3]

### Sencillos
- 2016 "Sana Birşey Olmasın"
- 2015 "Sevişmeliyiz"
- 2014 "Radyoda Bir İnce Saz"
- 2013 "Yıkılır İstanbul"
- 2003 "Quiero comer tus labios"/"Senin Ağzını Yerim" [Akbaş Müzik]

### EP
- 2011 Ben Seni Sevdim ft. Asli Gungor
- 2003 Senin Agzini Yerim
- 1998 Caresizim
- 1998 Tek Basina
- 1997 Evlere Senlik
- 1996 Sigaramin Dumani
- 1994 Kapina Kirmizi Bir Gul Biraktim
- 1993 Olurum Yoluna
- 1992 Opsene Beni
- 1991 Dertli Ud
- 1990 Kar Tanesi
- 1989 Ruyalarim Olmasa

### Vídeos musicales
- Radyoda Bir Ince Saz
- Yikilir Istanbul
- Ben Seni Sevdim
- Teessuf Ederim
- Yasamak
- Cok Ama Cok
- Bisey Olmaz Deme
- Bilemiyorum
- Sana Kiyamam
- Seni Dusunuyorum
- Canim Yandi
- Odun Vermem
- Seni Oyle Cok
- Koptugu Yerde Birak
- Ellerini Birak
- Sildim
- Islak Islak
- Kulagimdan Op Beni
- Yatiya Geldim
- Uyusun Da Buyusun
- Gulum
- Ezanlar Bizim Icin
- Hazalim
- Caresizim
- Aglayamadim
- Sigaramin Dumani Sen
- Vicdansizlar
- Basimin Tatli Belasi
- Evlere Senlik
- Senin Agzini Yerim

## Filmografía
- Gecenin Isiltisi
- Arka Sokaklar 2. Sezon
- Tirvana
- Kuraslarin Efendisi
- Sinan Ozen Soyluyor